# Якшино (Тейковский район)
Якшино — село в Тейковском районе Ивановской области России, входит в состав Морозовского сельского поселения.

## География
Село расположено в 3 км на север от центра поселения села Морозово и в 11 км на юг от райцентра города Тейково на автодороге 24Н-288 Тейково — Гаврилов Посад.

## История
Якшино было вотчиной графов Бутурлиных. В XVIII веке в Якшине была деревянная церковь в честь Святого великомученика Георгия, при которой был самостоятельный приход. В 1842 году по благословению архиепископа Владимирского и Суздальского на средства владельца села генерал-майора Николая Александровича Бутурлина была заложена каменная церковь, которая была построена в 1864 году. Престолов в ней было два: в холодной — в честь Святого великомученика Георгия, в теплом приделе — в честь иконы Божьей Матери, именуемой «Всех Скорбящих Радости». Колокольня и ограда тоже каменные. В 1893 году приход состоял из села (30 дворов) и деревень: Быково, Шиборская, Сидорино. Всех дворов в приходе 76, мужчин — 272, женщин — 288.
В конце XIX — начале XX века село входило в состав Нельшинской волости Суздальского уезда Владимирской губернии.
С 1929 года село входило в состав Морозовского сельсовета Тейковского района, с 2005 года — в составе Морозовского сельского поселения.

## Население
| 1859 | 1905 | 2010 |
| ---- | ---- | ---- |
| 236  | ↗326 | ↘35  |

## Достопримечательности
В селе находится недействующая Церковь Георгия Победоносца (1842)